# Stazione di Poggiorsini
La stazione di Poggiorsini era una stazione ferroviaria a servizio della città omonima e si trova sulla ferrovia Rocchetta Sant'Antonio-Gioia del Colle gestita da RFI.

## Storia
La stazione fu inaugurata nel 1891, anno in cui è stata aperta la ferrovia.

## Strutture e impianti
All'interno si contavano 2 binari passanti collegati tramite una passerella sui binari.

## Movimento
Nel nuovo orario del gestore della linea nella stazione non ferma alcun treno, ma solamente corse di autolinee.